# Neotroponiscus perlatus
Neotroponiscus perlatus är en kräftdjursart som beskrevs av Lemos de Castro1970. Neotroponiscus perlatus ingår i släktet Neotroponiscus och familjen Bathytropidae. Inga underarter finns listade i Catalogue of Life.